# Hrîțenkove (Severînivka), Sumî
Hrîțenkove (în ucraineană Гриценкове) este un sat în comuna Severînivka din raionul Sumî, regiunea Sumî, Ucraina.

## Demografie
Componența lingvistică a localității Hrîțenkove
     Ucraineană (89,33%)
     Rusă (9,33%)
     Belarusă (1,33%)
Conform recensământului din 2001, majoritatea populației localității Hrîțenkove era vorbitoare de ucraineană (89,33%), existând în minoritate și vorbitori de rusă (9,33%) și belarusă (1,33%).